# Élections législatives de 1958 en Dordogne
Les élections législatives françaises de 1958 se déroulent les 23 et 30 novembre 1958. Dans le département de la Dordogne, quatre députés sont à élire dans le cadre de quatre circonscriptions.

## Élus
| Circonscription | Député élu     | Parti | Parti  |
| --------------- | -------------- | ----- | ------ |
| 1re             | Raoul Rousseau |       | UNR    |
| 2e              | Henri Sicard   |       | UNR    |
| 3e              | Georges Bonnet |       | Radsoc |
| 4e              | Michel Diéras  |       | Radsoc |

## Système électoral
Pour la première fois depuis 1936, les élections législatives ont lieu au scrutin uninominal majoritaire à deux tours dans des circonscriptions uninominales.
Est élu au premier tour le candidat qui réunit la majorité absolue des suffrages exprimés et un nombre de voix au moins égal au quart (25 %) des électeurs inscrits dans la circonscription. Si aucun des candidats ne satisfait ces conditions, un second tour est organisé entre les candidats ayant réuni un nombre de voix au moins égal à 5 % des suffrages exprimés. Au second tour, le candidat arrivé en tête est déclaré élu.
Le seuil de qualification, basé sur un pourcentage relativement faible des suffrages exprimés, tend à faciliter l'accès au second tour de plus de deux candidats. Les candidats en lice au second tour peuvent ainsi fréquemment être trois, un cas de figure appelé « triangulaire ». Lorsque quatre candidats s'affrontent au second tour, on parle de « quadrangulaire ».

## Résultats

### Résultats à l'échelle du département
| Parti          | Parti                                            | Premier tour | Premier tour | Second tour | Second tour | Sièges |
| Parti          | Parti                                            | Voix         | %            | Voix        | %           | Sièges |
| -------------- | ------------------------------------------------ | ------------ | ------------ | ----------- | ----------- | ------ |
|                | Union pour la nouvelle République                | 32 757       | 16,77        | 61 331      | 31,01       | 2      |
|                | Droite parlementaire                             | 32 757       | 16,77        | 61 331      | 31,01       | 2      |
|                |                                                  |              |              |             |             |        |
|                | Parti républicain, radical et radical-socialiste | 71 826       | 36,76        | 69 972      | 35,38       | 2      |
|                | Parti communiste français                        | 44 453       | 22,75        | 47 434      | 23,99       | 0      |
|                | Section française de l'Internationale ouvrière   | 37 671       | 19,28        | 19 016      | 9,62        | 0      |
|                | Centre réformateur républicain                   | 3 268        | 1,67         |             |             | 0      |
|                | Union et fraternité française                    | 3 020        | 1,55         | Retrait     | Retrait     | 0      |
|                | Mouvement républicain populaire                  | 2 393        | 1,22         |             |             | 0      |
|                |                                                  |              |              |             |             |        |
| Inscrits       | Inscrits                                         | 255 287      | 100,00       | 255 213     | 100,00      | 4      |
| Abstentions    | Abstentions                                      | 54 714       | 21,43        | 51 231      | 20,07       |        |
| Votants        | Votants                                          | 200 573      | 78,57        | 203 982     | 79,93       |        |
| Blancs et nuls | Blancs et nuls                                   | 5 185        | 2,59         | 6 229       | 3,05        |        |
| Exprimés       | Exprimés                                         | 195 388      | 97,41        | 197 753     | 96,95       |        |

### Résultats par circonscription

#### Première circonscription (Périgueux)
| Candidat       | Candidat           | Parti          | Premier tour | Premier tour | Second tour | Second tour |  |
| Candidat       | Candidat           | Parti          | Voix         | %            | Voix        | %           |  |
| -------------- | ------------------ | -------------- | ------------ | ------------ | ----------- | ----------- |  |
|                | Raoul Rousseau élu | UNR            | 19 887       | 41,36        | 30 896      | 66,34       |  |
|                | Yves Péron         | PCF            | 13 130       | 27,30        | 15 673      | 33,66       |  |
|                | René Caille        | SFIO           | 6 645        | 13,82        | Retrait     | Retrait     |  |
|                | Jean Lagoubie      | Radsoc         | 4 260        | 8,86         | Retrait     | Retrait     |  |
|                | Robert Germain     | MRP            | 2 393        | 4,97         |             |             |  |
|                | Robert Lavigne     | CRR            | 1 765        | 3,67         |             |             |  |
|                |                    |                |              |              |             |             |  |
| Inscrits       | Inscrits           | Inscrits       | 61 893       | 100,00       | 62 024      | 100,00      |  |
| Abstentions    | Abstentions        | Abstentions    | 12 988       | 20,98        | 13 499      | 21,76       |  |
| Votants        | Votants            | Votants        | 48 905       | 79,02        | 48 525      | 78,24       |  |
| Blancs et nuls | Blancs et nuls     | Blancs et nuls | 825          | 1,69         | 1 956       | 4,03        |  |
| Exprimés       | Exprimés           | Exprimés       | 48 080       | 98,31        | 46 569      | 95,97       |  |

#### Deuxième circonscription (Bergerac)
| Candidat       | Candidat          | Parti          | Premier tour | Premier tour | Second tour | Second tour |  |
| Candidat       | Candidat          | Parti          | Voix         | %            | Voix        | %           |  |
| -------------- | ----------------- | -------------- | ------------ | ------------ | ----------- | ----------- |  |
|                | Henri Sicard élu  | UNR            | 12 870       | 28,87        | 30 435      | 72,39       |  |
|                | Marcel Ventenat   | Rad            | 10 054       | 22,55        | Retrait     | Retrait     |  |
|                | Émilien Aublanc   | PCF            | 8 367        | 18,74        | 11 605      | 27,60       |  |
|                | Martial Bélugue   | SFIO           | 6 244        | 14,00        | Retrait     | Retrait     |  |
|                | Henry Rey-Lescure | Radsoc         | 4 021        | 9,04         | Retrait     | Retrait     |  |
|                | Jean Nallet       | UFF            | 3 020        | 6,77         | Retrait     | Retrait     |  |
|                |                   |                |              |              |             |             |  |
| Inscrits       | Inscrits          | Inscrits       | 59 234       | 100,00       | 59 100      | 100,00      |  |
| Abstentions    | Abstentions       | Abstentions    | 13 688       | 23,11        | 14 759      | 24,97       |  |
| Votants        | Votants           | Votants        | 45 546       | 76,89        | 44 341      | 75,03       |  |
| Blancs et nuls | Blancs et nuls    | Blancs et nuls | 970          | 2,13         | 2 301       | 5,19        |  |
| Exprimés       | Exprimés          | Exprimés       | 44 576       | 97,87        | 42 040      | 94,81       |  |

#### Troisième circonscription (Nontron)
| Candidat       | Candidat           | Parti          | Premier tour | Premier tour | Second tour | Second tour |  |
| Candidat       | Candidat           | Parti          | Voix         | %            | Voix        | %           |  |
| -------------- | ------------------ | -------------- | ------------ | ------------ | ----------- | ----------- |  |
|                | Georges Bonnet élu | Rad            | 22 262       | 41,92        | 27 133      | 48,95       |  |
|                | Pierre Passerieux  | PCF            | 12 065       | 22,72        | 13 103      | 23,64       |  |
|                | Henry Laforest     | Radsoc         | 10 531       | 19,83        | 15 187      | 27,40       |  |
|                | Pierre Andrieu     | SFIO           | 6 741        | 12,69        | Retrait     | Retrait     |  |
|                | Antoine Boutineau  | CRR            | 1 503        | 2,83         |             |             |  |
|                |                    |                |              |              |             |             |  |
| Inscrits       | Inscrits           | Inscrits       | 69 375       | 100,00       | 69 334      | 100,00      |  |
| Abstentions    | Abstentions        | Abstentions    | 14 699       | 21,19        | 12 683      | 18,29       |  |
| Votants        | Votants            | Votants        | 54 676       | 78,81        | 56 651      | 81,71       |  |
| Blancs et nuls | Blancs et nuls     | Blancs et nuls | 1 574        | 2,88         | 1 228       | 2,17        |  |
| Exprimés       | Exprimés           | Exprimés       | 53 102       | 97,12        | 55 423      | 97,83       |  |

#### Quatrième circonscription (Sarlat)
| Candidat       | Candidat          | Parti          | Premier tour | Premier tour | Second tour | Second tour |  |
| Candidat       | Candidat          | Parti          | Voix         | %            | Voix        | %           |  |
| -------------- | ----------------- | -------------- | ------------ | ------------ | ----------- | ----------- |  |
|                | Michel Diéras élu | Radsoc         | 20 698       | 41,70        | 27 652      | 51,47       |  |
|                | Robert Lacoste    | SFIO           | 18 041       | 36,35        | 19 016      | 35,4        |  |
|                | Roger Ranoux      | PCF            | 10 891       | 21,94        | 7 053       | 13,13       |  |
|                |                   |                |              |              |             |             |  |
| Inscrits       | Inscrits          | Inscrits       | 64 785       | 100,00       | 64 755      | 100,00      |  |
| Abstentions    | Abstentions       | Abstentions    | 13 339       | 20,59        | 10 290      | 15,89       |  |
| Votants        | Votants           | Votants        | 51 446       | 79,41        | 54 465      | 84,11       |  |
| Blancs et nuls | Blancs et nuls    | Blancs et nuls | 1 816        | 3,53         | 744         | 1,37        |  |
| Exprimés       | Exprimés          | Exprimés       | 49 630       | 96,47        | 53 721      | 98,63       |  |